# 清溪街道 (贵阳市)
清溪街道是中华人民共和国贵州省貴陽市花溪区下辖的一个街道办事处。
2012年8月14日，贵阳市人民政府通知决定撤销49个街道办事处，设立90个社区服务中心。
2020年1月10日，贵阳市人民政府通知决定撤销社区服务中心，恢复设立街道办事处。

## 行政区划
清溪街道下辖以下村级行政区划单位：
幸福小区社区、花溪机械厂社区、南溪苑社区、云上社区、桐木岭村。